# Évreux
Évreux là tỉnh lỵ của tỉnh Eure, thuộc vùng hành chính Normandie của nước Pháp, có dân số là 51.198 người (thời điểm 1999).

## Khí hậu
| Dữ liệu khí hậu của Évreux              | Dữ liệu khí hậu của Évreux | Dữ liệu khí hậu của Évreux | Dữ liệu khí hậu của Évreux | Dữ liệu khí hậu của Évreux | Dữ liệu khí hậu của Évreux | Dữ liệu khí hậu của Évreux | Dữ liệu khí hậu của Évreux | Dữ liệu khí hậu của Évreux | Dữ liệu khí hậu của Évreux | Dữ liệu khí hậu của Évreux | Dữ liệu khí hậu của Évreux | Dữ liệu khí hậu của Évreux | Dữ liệu khí hậu của Évreux |
| Tháng                                   | 1                          | 2                          | 3                          | 4                          | 5                          | 6                          | 7                          | 8                          | 9                          | 10                         | 11                         | 12                         | Năm                        |
| --------------------------------------- | -------------------------- | -------------------------- | -------------------------- | -------------------------- | -------------------------- | -------------------------- | -------------------------- | -------------------------- | -------------------------- | -------------------------- | -------------------------- | -------------------------- | -------------------------- |
| Cao kỉ lục °C (°F)                      | 15.1 (59.2)                | 19.2 (66.6)                | 22.3 (72.1)                | 26.1 (79.0)                | 30.0 (86.0)                | 35.7 (96.3)                | 38.0 (100.4)               | 38.4 (101.1)               | 32.4 (90.3)                | 28.3 (82.9)                | 20.0 (68.0)                | 16.0 (60.8)                | 38.4 (101.1)               |
| Trung bình ngày tối đa °C (°F)          | 6.6 (43.9)                 | 7.6 (45.7)                 | 11.2 (52.2)                | 14.2 (57.6)                | 17.8 (64.0)                | 21.1 (70.0)                | 23.8 (74.8)                | 23.8 (74.8)                | 20.3 (68.5)                | 15.6 (60.1)                | 10.2 (50.4)                | 6.9 (44.4)                 | 15.0 (59.0)                |
| Tối thiểu trung bình ngày °C (°F)       | 1.2 (34.2)                 | 1.1 (34.0)                 | 3.1 (37.6)                 | 4.7 (40.5)                 | 8.2 (46.8)                 | 11.0 (51.8)                | 13.0 (55.4)                | 13.0 (55.4)                | 10.4 (50.7)                | 7.8 (46.0)                 | 4.0 (39.2)                 | 1.6 (34.9)                 | 6.6 (43.9)                 |
| Thấp kỉ lục °C (°F)                     | −18.6 (−1.5)               | −15.0 (5.0)                | −10.7 (12.7)               | −4.0 (24.8)                | −1.8 (28.8)                | −0.6 (30.9)                | 4.9 (40.8)                 | 2.7 (36.9)                 | 0.7 (33.3)                 | −4.6 (23.7)                | −7.8 (18.0)                | −14.0 (6.8)                | −18.6 (−1.5)               |
| Lượng Giáng thủy trung bình mm (inches) | 50.6 (1.99)                | 41.2 (1.62)                | 47.4 (1.87)                | 46.0 (1.81)                | 55.7 (2.19)                | 51.6 (2.03)                | 52.4 (2.06)                | 38.2 (1.50)                | 50.3 (1.98)                | 61.0 (2.40)                | 50.5 (1.99)                | 59.7 (2.35)                | 604.6 (23.80)              |
| Số ngày giáng thủy trung bình           | 11.0                       | 9.1                        | 10.4                       | 9.4                        | 10.2                       | 8.0                        | 8.3                        | 7.0                        | 7.8                        | 10.5                       | 11.1                       | 11.8                       | 114.6                      |
| Số giờ nắng trung bình tháng            | 65.6                       | 79.9                       | 122.4                      | 166.6                      | 192.1                      | 212.4                      | 216.3                      | 205.0                      | 169.6                      | 122.1                      | 72.7                       | 59.8                       | 1.684,4                    |
| Nguồn: Météo France                     |                            |                            |                            |                            |                            |                            |                            |                            |                            |                            |                            |                            |                            |

## Thành phố kết nghĩa
Évreux kết nghĩa với:
- Djougou, Bénin
- Kashira, Nga
- Rugby, Anh, Vương quốc Anh
- Rüsselsheim, Đức

## Những người con của thành phố
- François-Nicolas-Léonard Buzot, nhà cách mạng
- Léon Walras, nhà kinh tế học